# 유의손
유의손(劉義遜, ? ~ ?)은 중국 후한 말의 정치가이다.

## 생애
공융(孔融)을 섬겼다.
동료 좌승조(左丞祖)와 함께 청렴한 인재라는 평이 있었다. 공융은 좌승조와 그를 항상 칭찬했지만 절대로 중히 쓰지 않았고, 오히려 말만 그럴듯할 뿐 별 재능이 없는 왕자법(王子法)과 유공자(劉孔慈)를 중용하였다.
초평(初平) 3년(192년), 황건적(黃巾賊) 잔당 관해(官亥)의 공격을 받은 공융은 도창현(都昌縣)으로 퇴각하였다.
당시 공융은 약소 세력임에도 불구하고 어떤 세력과도 제휴를 맺지 않았는데, 좌승조는 원소(袁紹)나 조조(曹操) 등 강한 쪽에 붙으라고 권하였다. 원소와 조조를 장차 한(漢)왕실을 뒤엎으려 하는 인물로 보고 있었던 공융은 이 말에 분노하여 좌승조를 죽였다.
공융이 좌승조를 죽이는 것을 본 유의손은 그의 곁을 떠났다.